# Over de streep
Over de streep is een Nederlands televisieprogramma dat wordt uitgezonden door de KRO, geproduceerd door Posh Productions B.V. en gepresenteerd door Arie Boomsma. In dit programma draait het om middelbare scholieren die deelnemen aan een Challenge Day, een beproefde methode om respect en meeleven tussen de scholieren te stimuleren en vooroordelen tegen te gaan. Het is in die zin de Nederlandse equivalent van het Amerikaanse televisieprogramma If You Really Knew Me.
Voor de opnames worden 'leaders' uit Amerika overgevlogen, de opnames worden gemaakt in de studio's van de NPO in Aalsmeer.
Ter gelegenheid van de Rode Neuzen Actie 2015 in Vlaanderen, wordt ook daar voor 1 keer een 'Over de streep' opgenomen en uitgezonden op VTM. Deze 'Challenge Day' ging door in het Stedelijk Lyceum Linkeroever in Antwerpen.

## Achtergrond
Het concept Challenge Day komt uit de Verenigde Staten en is daar ook ontwikkeld. Deze methode is om onverschilligheid en onbegrip op voornamelijk een middelbare school tegen te gaan en te leren respect voor elkaar te hebben.
Deze methode wordt al zo'n 20 jaar toegepast op scholen in de Verenigde Staten en Canada. De opnames waren regelmatig te zien bij Oprah Winfrey-show.

## Geschiedenis
In Nederland was in mei 2010 het Amsterdamse IJburg College de eerste school waar een Challenge Day werd gehouden. Een documentaire over deze gebeurtenis werd uitgezonden op 6 oktober 2010. Jessica Villerius maakte in opdracht van de KRO deze documentaire, die in 2010 werd genomineerd voor de Nationale Prijs voor de Onderwijsjournalistiek.
Naar aanleiding van deze uitzending kwamen er vele vragen, verzoeken en enthousiaste reacties bij de makers van dit programma binnen om op een bepaalde school ook een Challenge Day te mogen organiseren. In overleg met Challenge Day Amerika werd besloten Challenge Day toegankelijk te maken voor Nederlandse scholen en werd er een Nederlands kantoor opgericht. Omdat het concept beschermd is worden de leaders overgevlogen vanuit Amerika.
In 2011 begon de KRO zodoende met de zesdelige serie Over de Streep, met Arie Boomsma als presentator. Centrale vraag luidt: If you really know me; Wat weet je nu eigenlijk van mij? De eerste uitzending was op 28 juli 2011 waar het Petrus Canisius College in Alkmaar centraal stond. Na afloop van deze uitzending was dit item een "trending topic" op Twitter.
De eerste aflevering van het derde seizoen was bij het Lorentz Lyceum in Arnhem, deze school is vooral bekend van de Facebookmoord waar de dader, het slachtoffer en de aanstichter opzaten.
Bij seizoen 1 werden de opnames van de volgende zes middelbare scholen uitgezonden:
1. Petrus Canisius College, Alkmaar
2. OSG Singelland, Drachten
3. ROC Mondriaan, Den Haag
4. De Fontein, Bussum
5. Het Vakcollege, Helmond
6. Gymnasium Celeanum, Zwolle

Bij seizoen 2 werden de opnames van de volgende zes scholen uitgezonden:
1. Pontes Pieter Zeeman, Zierikzee
2. Scholingsboulevard, Enschede
3. SG Graaf Engelbrecht, Breda
4. ROC Toerisme, Leeuwarden
5. MAVO aan Zee, Den Helder
6. Stanislascollege, Delft

Bij seizoen 3, dat op 7 mei 2013 begon, kwamen de volgende scholen aan bod:
1. Lorentz Lyceum, Arnhem
2. OSG West-Friesland, Hoorn
3. 't Beeckland, Vorden
4. De Rosa, Amsterdam
5. Kennemer College, Heemskerk
6. Beroepscollege Parkstad, Kerkrade

Seizoen 4 ging van start op 13 mei 2014 en bestond uit:
1. Veluws College Cortenbosch, Apeldoorn
2. 't Hooghe Landt, Amersfoort
3. Automotive College, Nieuwegein
4. RSG Slingerbos, Harderwijk
5. Focus Beroepsacademie, Barendrecht
6. Oeganda Special